# Drammen Travbane
Drammen Travbane var en travbana som ligger i staden Drammen i Buskerud fylke. Travlopp kördes på Drammen Travbane från 1955 till 2019 då banan stängdes.

## Banrekord
Den snabbaste tiden som uppnåtts på banan var den 17 september 2005 då varmblodstraveren Always Alluring, körd av Trond Skauen sprang 2100 meter på kilometertiden 1.13,5.
Den snabbaste tiden för kallblod som uppnåtts på banan var den 17 september 2005 då hästen Moe Odin, körd av Asbjørn Mehla sprang 2100 meter på kilometertiden 1.22,1.